# Ulf Einsiedel
Ulf Einsiedel (* 26. Oktober 1967) ist ein ehemaliger deutscher Fußballspieler. In der höchsten Spielklasse des DDR-Fußballs, der Oberliga, spielte er für die BSG Wismut Aue.

## Sportliche Laufbahn

### Gemeinschafts- und Vereinsstationen
Zur Saison 1986/87 stieg Ulf Einsiedel aus der Bezirksligaelf der BSG Wismut Aue, der er seit 1975 angehörte, in Oberligamannschaft der Sachsen auf. Der Elektromonteur debütierte am 16. August 1986 in der höchsten Spielklasse des DDR-Fußballs beim Spiel gegen die BSG Stahl Brandenburg. Von Trainer Hans Speth wurde er beim torlosen Unentschieden in der 84. Minute für John Bemme eingewechselt. Bei seinem zweiten Einsatz für die Auer erzielt er sein erstes Tor. Beim Spiel gegen FC Vorwärts Frankfurt/Oder wurde er in der 88. Minute für Klaus Bittner eingewechselt und erzielte in der 90. Minute den 3:1-Endstand.
Gleich in der ersten Saison schaffte er mit Wismut Aue die Qualifikation für den UEFA Cup. In der Saison 1987/88 bestritt er am 16. September 1987 sein erstes internationales Spiel auf Vereinsebene. Beim torlosen Unentschieden gegen den isländischen Vertreter Valur Reykjavík wurde er in der Startformation aufgeboten und in der 67. Minute durch Matthias Jacob ersetzt.
Er wurde nicht nur in der 1. Mannschaft eingesetzt, sondern auch in der 2. Mannschaft der Auer. Er bestritt so im letzten eigenständigen ostdeutschen Pokalwettbewerb 1990/91 im inzwischen als NOFV-Pokal firmierenden FDGB-Pokal ein Spiel für die Wismut-Reserve. Bei der 0:4-Niederlage gegen den 1. FC Magdeburg wurde er über die gesamte Spielzeit eingesetzt. Bereits 1986/87 war Einsiedel für Wismut Aue II beim Erstrundenaus gegen den HFC Chemie im FDGB-Pokal am Ball. Nach der Saison 1990/91 verliert sich seine Spur im höherklassigen Fußball.

### Auswahleinsätze
Seine Leistungen in seiner zweiten  Oberligaspielzeit registrierten auch die Auswahlverantwortlichen des DFV. Im März 1987 spielte er in der DDR-U-20-Auswahl, die sich auf die Junioren-WM im Oktober dieses Jahres in Chile vorbereitete. Beim 1:0-Sieg im Test gegen die finnische U-21 wurde er zur Halbzeit für Axel Kruse eingewechselt.
Am 13. April 1988 debütierte Einsiedel in der ostdeutschen U-21. Der 2:0-Sieg gegen Bulgarien in Ludwigsfelde, als er in der Startelf begann, aber nach der 1. Halbzeit durch Matthias Zimmerling ersetzt wurde, blieb sein einziger Einsatz in dieser Mannschaft.

### Erfolge
- Qualifikation für den UEFA-Pokal: 1986/87

## Trivia
Sein Vater Ernst war bereits ein ausgezeichneter Fußballer und spielte für die BSG Wismut Aue ebenfalls in der Oberliga.